# Centenary Stadium
Centenary Stadium – stadion piłkarski w Ta’ Qali (Attard), na Malcie, wybudowany w latach 1998–1999 i otwarty 13 sierpnia 1999. Może pomieścić 3000 widzów. Zlokalizowany jest obok stadionu narodowego Ta’ Qali, a jego zarządcą jest maltańska federacja piłkarska.
Stadion otwarto w 1999 r., w związku ze zbliżającą się setną rocznicą założenia maltańskiego związku piłki nożnej (obchodzoną w 2000 r.) – dlatego nadano mu nazwę Centenary Stadium (pol. Stadion Stulecia). Obiekt posiada jedną, częściowo zadaszoną trybunę, usytuowaną po stronie południowej, której pojemność wynosi 3000 miejsc. Boisko posiada sztuczną murawę. Stadion gości spotkania ligi maltańskiej z udziałem wielu drużyn. Grywają na nim również maltańskie reprezentacje młodzieżowe oraz kadra kobiet, bywa też wykorzystywany do rozgrywania meczów maltańskich zespołów w europejskich pucharach.